# Kuroishi
Kuroishi (Japans: 黒石市, Kuroishi-shi) is een stad in de prefectuur Aomori in het noorden van Honshu, Japan. De stad heeft een oppervlakte van 216,96 km² en eind 2007 circa 37.500 inwoners.

## Geschiedenis
Kuroishi werd op 1 juli 1954 een stad (shi) na samenvoeging met vier dorpen uit het district Minamitsugaru

## Verkeer
Kuroishi ligt aan de Kōnan-lijn van Konan Spoorwegen.
Kuroishi ligt aan de Tohoku-autosnelweg en aan de  autowegen 102 en 394.

## Stedenband
Kuroishi heeft een stedenband met
- Yeongcheon, Zuid-Korea sinds 1984

## Aangrenzende steden
- Aomori
- Hirakawa